# Cláudio Ramos
Cláudio Pires Morais Ramos (Vila Nova de Paiva, 16 november 1991) is een Portugese doelman die sinds 2020 uitkomt voor FC Porto.

## Clubcarrière
Ramos genoot zijn jeugdopleiding bij Paivense, Académico de Viseu FC, Repesenses en Vitória Guimarães. Deze laatste club leende hem in het seizoen 2010/11 uit aan vierdeklasser Amarante FC en het seizoen daarop aan derdeklasser CD Tondela. Na deze tweede uitleenbeurt maakte Ramos op definitieve basis de overstap naar Tondela. Na drie seizoenen in de Segunda Liga promoveerde Ramos in 2015 met Tondela naar de Primeira Liga, het hoogste niveau in het Portugese voetbal.
In augustus 2020 verhuisde Ramos naar FC Porto.

## Interlandcarrière
Ramos maakte op 14 oktober 2018 zijn debuut voor Portugal in een oefeninterland tegen Schotland. De toenmalige doelman van Tondela mocht op Hampden Park in de 86e minuut invallen voor Beto bij een 0-3-voorsprong. In de blessuretijd slaagde Steven Naismith erin de 1-3-eindstand vast te leggen met Ramos in doel.
3 Djaló ·
4 Otávio ·
5 Marcano ·
6 Eustáquio ·
8 Grujić ·
9 Omorodion ·
10 Vieira ·
11 Pepê ·
12 Sanusi ·
13 Galeno ·
14 Ramos ·
15 Sousa ·
17 Jaime ·
18 Wendell ·
19 Namaso ·
20 Franco ·
21 Navarro ·
22 Varela ·
23 Mário ·
24 Pérez ·
27 Gül ·
52 Fernandes ·
70 Borges ·
74 Moura ·
86 Mora ·
94 Portugal ·
97 Pedro ·
99 D. Costa  ·
Coach: Bruno